# José Francisco Grao García
José Francisco Grao García, (nacido el 6 de marzo de 1978 de Orihuela, Alicante, España) más conocido como Pato, es un entrenador español de fútbol que actualmente entrena al Orihuela CF que milita en la Segunda Federación.

## Trayectoria
Pato es un entrenador de fútbol profesional natural de la localidad alicantina de Orihuela, donde nació el 6 de marzo de 1978, formado en la cantera del Orihuela CF, dónde entrenó al conjunto juvenil entre 2006 y 2008 para pasar al primer equipo en 2009 después de estar otro año en el filial.
En su segunda temporada en el Orihuela contribuyó a clasificar al equipo para la fase de ascenso a Segunda División, aunque no pudo consumar el ascenso a la Segunda División.
En junio de 2012 firmó por el FC Cartagena con el objetivo de ascender al equipo blanquinegro a la categoría que acababa de perder, la Segunda división. Pato asumiría una situación de exigencia después de una temporada, la del descenso del club departamental, en la que pasaron por el banquillo Paco López, Javi López y Carlos Ríos.
El conjunto cartagenero comienza la temporada 2012/2013 de manera satisfactoria, pero una mala racha de juego y resultados que apartan al FC Cartagena de los puestos de play off de ascenso a Segunda División, hacen que sea destituido tras la disputa de la jornada decimosexta. No obstante, bajo su mandato, el equipo lidera la categoría durante 13 jornadas, de las 16 disputadas.
En enero de 2014, el exentrenador de Orihuela y FC Cartagena, es el elegido por el presidente del Arroyo, Juan Bermejo, para sustituir al dimitido Juan Marrero al frente del plantel arlequinado.
Tras dirigir al conjunto extremeño, en la temporada 2016-17 firmaría por La Roda CF La Roda Club de Fútbol. 
En la temporada 2017-18, dirige al FC Jumilla de la Segunda División B.
En noviembre de 2019, regresa al Orihuela CF tras la destitución de Miguel Ángel Villafaina para intentar salvarlo de los puestos de descenso en el Grupo III de la Segunda División B.
El 19 de febrero de 2021, firma por el Universidad Católica de Murcia Club de Fútbol "B" del Grupo XIII de la Tercera División de España.
El 26 de junio de 2022, firma por el Real Murcia CF para dirigir a su equipo juvenil "A" de la División de Honor.
El 20 de febrero de 2025, abandona el juvenil pimentonero para regresar al banquillo del Orihuela CF de la Segunda Federación.

### Como entrenador
| Club/Función                                      | País   | Año             |
| ------------------------------------------------- | ------ | --------------- |
| Orihuela CF B                                     | España | 2007−2009       |
| Orihuela CF                                       | España | 2009−2011       |
| Fútbol Club Cartagena                             | España | 2012−2012       |
| Arroyo Club Polideportivo                         | España | 2014−2015       |
| La Roda Club de Fútbol                            | España | 2016−2017       |
| Fútbol Club Jumilla                               | España | 2017−2018       |
| Orihuela CF                                       | España | 2019−2020       |
| Universidad Católica de Murcia Club de Fútbol "B" | España | 2021−2022       |
| Real Murcia CF Juvenil "A"                        | España | 2022−2025       |
| Orihuela CF                                       | España | 2025−actualidad |